# CFガバ
CFガバ（Club de Futbol Gavà）は、スペイン・カタルーニャ州・バルセロナ県・ガバ (スペイン)に本拠地を置くサッカークラブチーム。2016-17シーズンはリーガ・エスパニョーラのセグンダ・ディビシオンB（3部）に所属している。
西アフリカ地域出身選手を獲得することがあり、2006年には赤道ギニア代表選手が2名、2009年から2010年にはブルキナファソ代表選手が2名在籍した。

## タイトル

### 国内タイトル
なし

## 過去の成績
- 2000-2001　テルセーラ・ディビシオン　1位
- 2001-2002　テルセーラ・ディビシオン　2位 昇格
- 2002-2003　セグンダ・ディビシオンB　17位 降格
- 2003-2004　テルセーラ・ディビシオン　6位
- 2004-2005　テルセーラ・ディビシオン　9位
- 2005-2006　テルセーラ・ディビシオン　3位
- 2006-2007　テルセーラ・ディビシオン　4位 昇格
- 2007-2008　セグンダ・ディビシオンB　3位
- 2008-2009　セグンダ・ディビシオンB　10位
- 2009-2010　セグンダ・ディビシオンB　19位 降格
- 2010-2011　テルセーラ・ディビシオン　10位
- 2011-2012　テルセーラ・ディビシオン　9位
- 2012-2013　テルセーラ・ディビシオン　10位
- 2013-2014　テルセーラ・ディビシオン　15位
- 2014-2015　テルセーラ・ディビシオン　14位
- 2015-2016　テルセーラ・ディビシオン　2位 昇格
- 2016-2017　セグンダ・ディビシオンB
- セグンダ・ディビシオンB　9シーズン
- テルセーラ・ディビシオン　32シーズン

## 歴代監督
- ラモン・カルデレ 2000-2001

## 歴代所属選手

### DF
- アントニ・リマ 2000-2001,2002-2004
- セサル・クルチャガ 1996-1997
- ウナイ・ベルガラ 2007-2008

### MF
- マヌエル・ペレス・ロドリゲス 1997-1998